# Isaac Hayden
Isaac Scot Hayden (Chelmsford, 22 marzo 1995) è un calciatore giamaicano con cittadinanza britannica, centrocampista svincolato della nazionale giamaicana.

## Carriera

### Club

#### Arsenal
Cresce calcisticamente nel settore giovanile dell'Arsenal, arrivando fino all'under 21 della squadra inglese. Nel corso della stagione 2015/2016 passa in prestito all'Hull City dove colleziona 18 presenze con 1 goal.

#### Newcastle Utd
L'11 luglio 2016 viene acquistato dal Newcastle United. Nel corso della stagione 2016/2017 contribuisce con 2 goal e 3 assist in 33 presenze di Championship, alla promozione dei Magpies in Premier League.
Il 15 ottobre 2017 mette a segno il suo primo goal in Premier League nel pareggio per 2-2 contro il Southampton.

### Nazionale
Ha giocato in tutte le nazionali giovanili inglesi comprese tra l'Under-16 e l'Under-21.
Successivamente ha scelto di rappresentare la Giamaica, con la cui nazionale maggiore ha esordito nel 2024; nel 2025 ha partecipato alla CONCACAF Gold Cup.

## Statistiche

### Presenze e reti nei club
Statistiche aggiornate al 7 febbraio 2019.
| Stagione         | Squadra          | Campionato       | Campionato | Campionato | Coppe nazionali | Coppe nazionali | Coppe nazionali | Coppe continentali | Coppe continentali | Coppe continentali | Altre coppe | Altre coppe | Altre coppe | Totale | Totale | Totale |
| Stagione         | Squadra          | Comp             | Pres       | Reti       | Comp            | Pres            | Reti            | Comp               | Pres               | Reti               | Comp        | Pres        | Reti        | Pres   | Reti   |        |
| ---------------- | ---------------- | ---------------- | ---------- | ---------- | --------------- | --------------- | --------------- | ------------------ | ------------------ | ------------------ | ----------- | ----------- | ----------- | ------ | ------ | ------ |
| 2013-2014        | Arsenal          | PL               | 0          | 0          | FACup+CdL       | 0+1             | 0               | UCL                | 0                  | 0                  |             | -           | -           | 1      | 0      |        |
| 2014-2015        | Arsenal          | PL               | 0          | 0          | FACup+CdL       | 0+1             | 0               | UCL                | 0                  | 0                  |             | -           | -           | 1      | 0      |        |
| Totale Arsenal   | Totale Arsenal   | Totale Arsenal   | 0          | 0          |                 | 2               | 0               |                    | 0                  | 0                  |             | -           | -           | 2      | 0      |        |
| 2015-2016        | Hull City        | FLC              | 18         | 1          | FACup+CdL       | 2+4             | 0               |                    | -                  | -                  |             | -           | -           | 24     | 1      |        |
| 2016-2017        | Newcastle Utd    | FLC              | 33         | 2          | FACup+CdL       | 3+2             | 0               | -                  | -                  | -                  | -           | -           | -           | 38     | 2      |        |
| 2017-2018        | Newcastle Utd    | PL               | 26         | 1          | FACup+CdL       | 0+1             | 0               | -                  | -                  | -                  | -           | -           | -           | 27     | 1      |        |
| 2018-2019        | Newcastle Utd    | PL               | 4          | 0          | FACup+CdL       | 0               | 0               | -                  | -                  | -                  | -           | -           | -           | 4      | 0      |        |
| Totale Newcastle | Totale Newcastle | Totale Newcastle | 63         | 3          |                 | 5               | 0               |                    | -                  | -                  |             | -           | -           | 68     | 3      |        |
| Totale carriera  | Totale carriera  | Totale carriera  | 81         | 4          |                 | 13              | 0               |                    | 0                  | 0                  |             | -           | -           | 94     | 4      |        |

## Palmarès
- Football League Championship: 1

Newcastle Utd: 2016-2017